# Trás os Montes (Cap-Vert)
Trás os Montes est une localité de l'île de Santiago au Cap-Vert.

## Description
Trás os Montes est située à 4 km au nord-est de Tarrafal et à 50 kilomètres au nord-ouest de Praia.
La localité comprend les lieux et quartiers de:
- Achada Carreira
- Achada Igreja
- Assomada
- Costa Penha
- Covão de Estrada
- Cutelo
- Fundo Loja
- João Varela
- Pe Branco
- Riba Li
- Tchada Bilim

## Population
Au recensement de 2010, la localité comptait 464 habitants.